# Domus de vía Alberto Mario
La domus de vía Alberto Mario, en Brescia, es un yacimiento arqueológico de época romana, excavado desde la década de 1980. Las investigaciones arqueológicas han sacado a la luz numerosos hallazgos de la época, como mosaicos y objetos de uso. La importancia considerable, si no predominante, de la domus radica en la estratigrafía posterior a la base romana, que permite comprender los acontecimientos arquitectónicos y urbanísticos que vivió esta parte de la ciudad en la delicada transición entre la caída del Imperio romano y el comienzo de la decadencia altomedieval. El yacimiento arqueológico, que no es un museo y por tanto no puede visitarse, se cuenta entre las primeras y más interesantes aperturas de arqueología medieval en Italia.

## Historia de las excavaciones
La década de 1980 fue para Brescia un período intenso y fructífero para las excavaciones arqueológicas en el sector oriental de la ciudad, inauguradas en la década de 1950 con las excavaciones de Gaetano Panazza bajo la Iglesia de San Salvador y en otras zonas del antiguo Monasterio de Santa Julia. El interés por los hallazgos romanos y medievales de la zona se extendió rápidamente al distrito vecino: Kevin White excavó la piazza Tebaldo Brusato en 1982, mientras que en 1987 se descubrió el extraordinario yacimiento de la domus de la Ortaglia al este del antiguo monasterio.
En 1988 Gian Pietro Brogiolo sondeó la zona de Vía Alberto Mario, descubriendo una estratigrafía arqueológica muy complicada pero interesante, y los trabajos continuaron durante los años siguientes. El yacimiento pronto se convirtió en uno de los más interesantes en el campo de la arqueología medieval, una disciplina en ciernes en Italia tras una difusión inicial en Europa durante la primera mitad del siglo. Los hallazgos más importantes identificados y sacados a la luz, entre ellos una pieza de pavimento en opus sectile, se musealizaron con la apertura del Museo de Santa Giulia en 1998.

## El yacimiento arqueológico
El estrato más antiguo consiste en una rica domus urbana, adornada con mosaicos en el suelo y de planta bastante articulada, con salas de recepción internas en relación con la calle. Esta estancia fue ocupada, al menos a partir del siglo V por un nuevo edificio de madera, en el que se reutilizaron algunos muros como soportes. Los nuevos suelos, en los que se encendían directamente los hogares, son de tierra apisonada y grava. En el siglo VI, a parte de la manzana se incorpora a un nuevo gran edificio de dos plantas situado en la esquina de dos calles. En la misma época, se realizaron algunas demoliciones y adaptaciones para mantener el nivel del suelo interior con el pavimento de la época de Augusto de la calle exterior, que sigue en uso. El edificio, hecho de opus incertum, tiene dos salas principales, un pórtico y un patio pavimentado.
En un momento indeterminado posterior al asentamiento del nuevo edificio, este se redujo a una sola planta y el interior se fragmentó en pequeñas salas de asentamiento, cada una con un hogar. En el exterior se enterró un canal de desagüe, dirigido hacia la cloaca romana, y se inundó de residuos la calzada de época de Augusto, que más tarde recibió un nuevo pavimento de ladrillo y tierra. Probablemente a mediados del siglo VI, un violento incendio destruyó por completo el edificio, que fue reconstruido posteriormente nivelando los muros supervivientes y situando los nuevos niveles del suelo aproximadamente un metro por encima de los suelos romanos. Esta nueva construcción, que demuestra que estuvo habitada, sirve luego de base a las estructuras existentes, restauradas varias veces en época moderna, que siguen habitadas en la actualidad.
Los datos arqueológicos del yacimiento, cotejados con los resultados de otras excavaciones en el mismo tipo de edificios, han hecho avanzar nuestro conocimiento de los tipos urbanos y arquitectónicos de la ciudad altomedieval. También han contribuido a una mayor comprensión del extendido fenómeno del fraccionamiento de las domus romanas en unidades de vivienda más pequeñas, en cuanto a su puesta en práctica real. En la domus de Vía Alberto Mario es particularmente evidente el asentamiento de estructuras que presentan claros cambios en las técnicas de albañilería, sancionando definitivamente el inicio de la edificación medieval.